# روم (سوره)
سوره سی ام قرآن به نام «روم» نامگذاری شده‌است. مراد از «روم» در واقع روم شرقی یا امپراطوری بیزانس است که برشام و فلسطین تسلّط داشته در بعضی از قبایل جزیره‌العرب هم نفوذ و قدرتی به هم رسانیده بود. سوره روم در مکّه نازل شده و ۶۰ آیه دارد.
طبق نظر مفسرین قرآن در  آیات نخستین این سوره پیروزی امپراطوریروم شرقی بر امپراطوری ساسانیان  پیش گویی شده است و یکی از اعجاز قرآن قرآن محسوب می‌شود 

## فضائل
امام جعفر صادق علیه السلام می‌فرمایند: 
«هرکس درشب ۲۳ ماه مبارک رمضان سوره عنکبوت و روم را بخواند به خدا سوگند او از اهل بهشت خواهد بود و هرگز هیچ کس را از این حکم استثناء نمی‌کنم و بیم ندارم که در این سوگند خداوند گناهی بر من نویسد، و براستی که این دو سوره رانزد خداوند مقامی بلند است.»